# Лейчжоу
Лейчжо́у, Лейчжоубаньдао — півострів на півдні Китаю, у провінції Гуандун; омивається Південнокитайським морем, протокою Хайнань і затокою Бакбо. Довжина з півночі на південь 135 км, ширина до 70 км, площа близько 8,5 тис. км².
Півострів є горбистою рівниною (висота до 272 м), складеною рихлими пісковиками та базальтовою лавою. Переважають саванні ландшафти, на південному сході — тропічні ліси, у яких збереглися тигри, на узбережжі — мангрові ліси. Тропічне рослинництво (агава, ефірноолійні культури, цукрова тростина), рисові поля. Великий порт — Чжаньцзян.